# Hermione (thần thoại)
Trong thần thoại Hy Lạp, Hermione (/hɜːrˈmaɪ.əni/; tiếng Hy Lạp cổ: Ἑρμιόνη [hermi.ónɛː]) là con gái của vua Menelaus thành Sparta với Helen thành Troy.

## Thần thoại
Trước khi cuộc chiến tranh thành Troy diễn ra, Hermione đã được ông nội là Tyndareus hứa gả cho Orestes, con trai của vua Agamemnon thành Mycanae và nữ hoàng Clytemnestra. Hermione mới chỉ có chín tuổi khi  hoàng tử Paris thành Troy tới để quyến rũ và bắt cóc mẹ cô, Helen.

Cho tới khi chiến tranh thành Troy diễn ra, vua Menelaus cha của Hermione đã gả cô cho Neoptolemus, con trai của tướng Achilles trong quân Hy Lạp. Sau khi chiến tranh kết thúc, Menelaus mang Hermione đến thành phố Phthia (quê hương của hai cha con Peleus và Achilles), nơi Neoptolemus đang ở. Tuy nhiên sau đó, Neoptolemus đã đến Delphi để trả thù thần Apollo vì đã gây ra cái chết của cha chàng. Khi Neoptolemus đã chết, Hermione tái hôn với Orestes, sau đó cô sinh cho chàng một đứa con trai là Tisamenus. Cũng có một dị bản khác cho rằng, chính Orestes đã giết chết Neoptolemus để cướp lấy Hermione làm vợ.

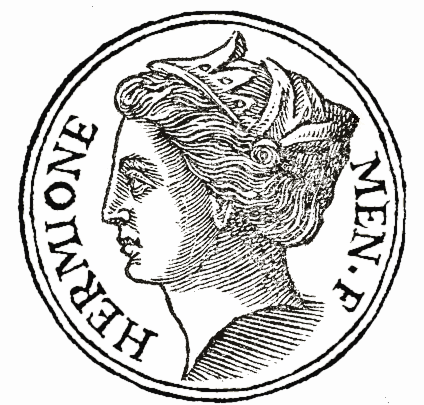
Hermione
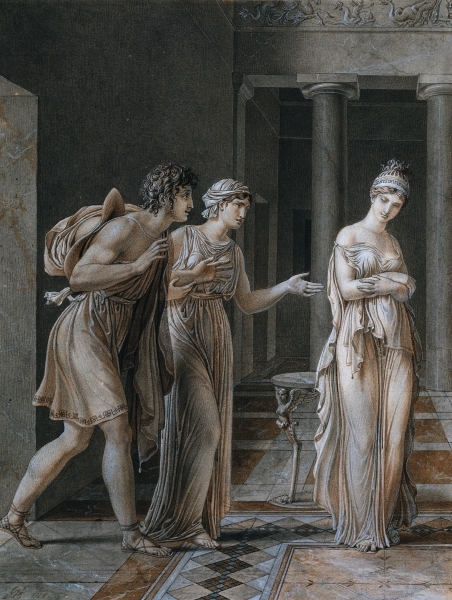
Cuộc gặp gỡ của Orestes và Hermione, tranh vẽ bởi Anne-Louis Girodet de Roussy-Trioson (1767–1824)

## Trong nghệ thuật và văn học
- Ermione của Gioachino Rossini
- Andromaque của Jean Racine
- Goddess of Yesterday của Caroline B. Cooney